# David Armstrong-Jones, Bá tước thứ 2 xứ Snowdon
David Albert Charles Armstrong-Jones, Bá tước thứ 2 xứ Snowdon (sinh ngày 3 tháng 11 nàm 1961) được phong làm Tử tước Linley cho đến năm 2017 và được biết đến với cái tên chuyên nghiệp là David Linley là một nhà thiết kế nội thất người Anh, cựu chủ tịch của nhà đấu giá Christie's,con trai của Margaret của Liên hiệp Anh và Antony Armstrong-Jones, Bá tước thứ nhất xứ Snowdon và là cháu trai của Nữ vương Elizabeth II. Khi sinh ra, ông đứng thứ 5 trong danh sách kế vị ngai vàng Anh quốc; hiện tại ông xếp thứ 24 và là đầu tiên trong danh sách không phải là hậu duệ của Nữ vương.

## Thiếu thời và học vấn
David Albert Charles Armstrong-Jones được sinh vào ngày 3 tháng 11 năm 1961 ở Clarence House, Luân Đôn. Ông được rửa tội trong Phòng Nhạc ở Cung điện Buckingham. Cha mẹ đỡ đầu của ông là Nữ vương Elizabeth II, Quý cô Elizabeth Cavendish, Patrick Plunket, Nam tước Plunket thứ 7, Huân tước Rupert Neville và Simmon Phipps.
Lúc năm tuổi, Snowdon bắt đầu học tại phòng học ở Cung điện Buckingham cùng với anh họ là Hoàng tử Andrew. Ông đã học tại một vài trường tự túc: đầu tiên là Trường Dự bị Gibbs ở Kensington, Luân Đôn, hiện nay là Trường Cao đẳng Collingham. Tiếp theo là Trường Ashdown House ở hạt Đông Sussex, sau đó là Trường Millbrook House gần Abbingdon tại Oxfordshire, và cuối cùng là Trường Bedales, nơi ông phát triển niềm đam mê với nghệ thuật và điêu khắc. Từ năm 1980-1982, ông học điêu khắc gỗ tại Parham House ở thị trấn nhỏ Beaminster tại Dorset.
Snowdon có một người em gái ruột là Quý cô Sarah Chatto (nhũ danh Armstrong-Jones) và 2 người em gái cùng cha khác mẹ là Phu nhân Frances von Hofmannsthal (nhũ danh Armstrong-Jones) và Polly Fry. Ông cũng có em trai cùng cha khác mẹ Jasper Cable-Alexander, một biên tập viên tạp chí Country Life.

## Đời sống nghề nghiệp
Snowdon mở một xưởng tại Dorking, nơi ông thiết kế và làm đồ nội thất trong 3 năm trước khi mở công ty riêng David Linley Furniture Limited (hiện nay là Linley), nơi ông tạo ra nội thất bespoke, vải bọc và các sản phẩm thiết kế nội thất được biết đến với phong cách tân cổ điển và sự sử dụng của gỗ khảm. Ông đã viết một số cuốn sách và giảng dạy trên khắp thế giới. Sản phẩm của ông được bày bán tại các cửa hàng bán lẻ ở Belgravia, Harrods và ở nước ngoài, bao gồm cả Bộ sưu tập Bespoke.Ông vay tiền từ công ty mình bằng cách khiến công ty phải cho vay và mắc phải khoản nợ 3 triệu bảng Anh, tình hình cuối cùng được giải quyết bằng việc bán cổ phần kiểm soát với giá 4 triệu bảng vào năm 2012, do đó ông mất quyền kiểm soát công ty.
Vào này 1 tháng 12 năm 2006, David đảm nhận vị trí chủ tịch của Christie's, ông tham gia hội đồng quản trị tư cách là giám đốc không điều hành. Vào năm 2015, vị trí của ông được thay đổi thành chủ tịch danh dự của Christie's EMERI (Châu Âu, Trung Đông, Nga và Ấn Độ).
Trong quá khứ, David đã cùng với người bạn, đồng thời là anh họ 2 đời Patrick Lichfield; họ thành lập một nhà hàng tên là Deals ở Chelsea, Luân Đôn. Theo nhà viết tiểu sử Vương nữ Margaret Theo Aronson, Snowdon có năng khiếu về kinh doanh trên mạng.

## Đời sống cá nhân và gia đình
Vào năm 1990, Snowdon đã khởi kiện tờ báo Today vì một bài báo cáo buộc ông về "hành vi ồn ào trong quán rượu". Cuối cùng, ông được bồi thường thiệt hai 30000 bảng Anh.
Vào ngày 8 tháng 10 năm 1993, ông kết hôn với Serena Alleyne Stanhope Danh dự (sinh ngày 1 tháng 3 năm 1970 tại Limerick, Ireland), con gái của Tử tước Petersham (sau này là Bá tước thứ 12 xứ Harrington) tại nhà thờ Thánh Margaret, Westminster. Đã có 650 khách mời tham dự lễ cưới. Thông qua cha mình, Stanhope là hậu duệ của Henry Fitzroy, Công tước thứ nhất xứ Grafton, một trong những đứa con ngoài giá thú của Charles II của Anh.
Snowdon và vợ có hai người con
- Charles Patrick Inigo Armstrong-Jones, Tử tước Linley (sinh ngày 1 tháng 7 năm 1999 tại bệnh viên Portland ở Luân Đôn), hiện đang học ngành Kỹ thuật thiết kế sản phẩm tại Trường đại học Loughborough.
- Quý cô Margarita Elizabeth Rose Alleyne Armstrong-Jones (sinh này 14 tháng 5 năm 2002 tại bệnh viên Portland ở Luân Đôn), học sinh Trường đại học Oxford Brookes.

Từ năm 2000 đến 2002, Snowdon cùng với vợ và con trai sống ở Cung điện Kensington với mẹ ông, Công chúa Margaret trong những năm tháng cuối đời của bà. Vào ngày 8 tháng 4 năm 2002, Snowdon cùng với Thân vương xứ Wales, Công tước xứ York và Bá tước xứ Wessex đã "đứng gác" trước linh cữu của bà ngoại họ, Vương mẫu hậu Elizabeth. Trước đây, nghi lễ "Vigil of the Princess" này mới chỉ diễn ra một lần duy nhất khi George V nằm trong linh cữu vào năm 1936. 
Vào năm 2011, con gái của Snowdon là Margarita Armstrong-Jones làm phù dâu trong lễ cưới của Vương tử William và Catherine Middleton. 
Gia đình Snowdon có 3 ngôi nhà: một căn chung cư ở Chelsea, Luân Đôn; một căn nhà tranh ở Daylesford, Gloucestershire; và Château d'Autet ở Luberon, Provence.
Người phát ngôn của Bá tước và vợ ông xác nhận hôm 17/2 rằng họ sẽ ly hôn sau 27 năm chung sống.

## Tước vị, tước hiệu và danh hiệu

### Tước vị và tước hiệu
- 3 tháng 11 năm 1961 - 13 tháng 1 năm 2017: Tử tước Linley[25]

- 13 tháng 11 năm 2017 - nay: Quý ngài rất đáng kính Bá tước xứ Snowdon

### Danh hiệu
- 6 February 1977: Huy chương Đại lễ Bạc của Elizabeth II
- 6 February 2002: Huy chương Đại lễ Vàng của Elizabeth II
- 6 February 2012: Huy chương Đại lễ Kim cương của Elizabeth II
- 6 February 2022: Huy chương Đại lễ Bạch kim của Elizabeth II